# Жургавань
Журга́вань (рос. Жургавань) — присілок у складі Кемеровського округу Кемеровської області, Росія.
Стара назва — Журавлева Гавань.

## Населення
Населення — 119 осіб (2010; 105 у 2002).
Національний склад (станом на 2002 рік):
- росіяни — 92 %